# Zeezwaaien

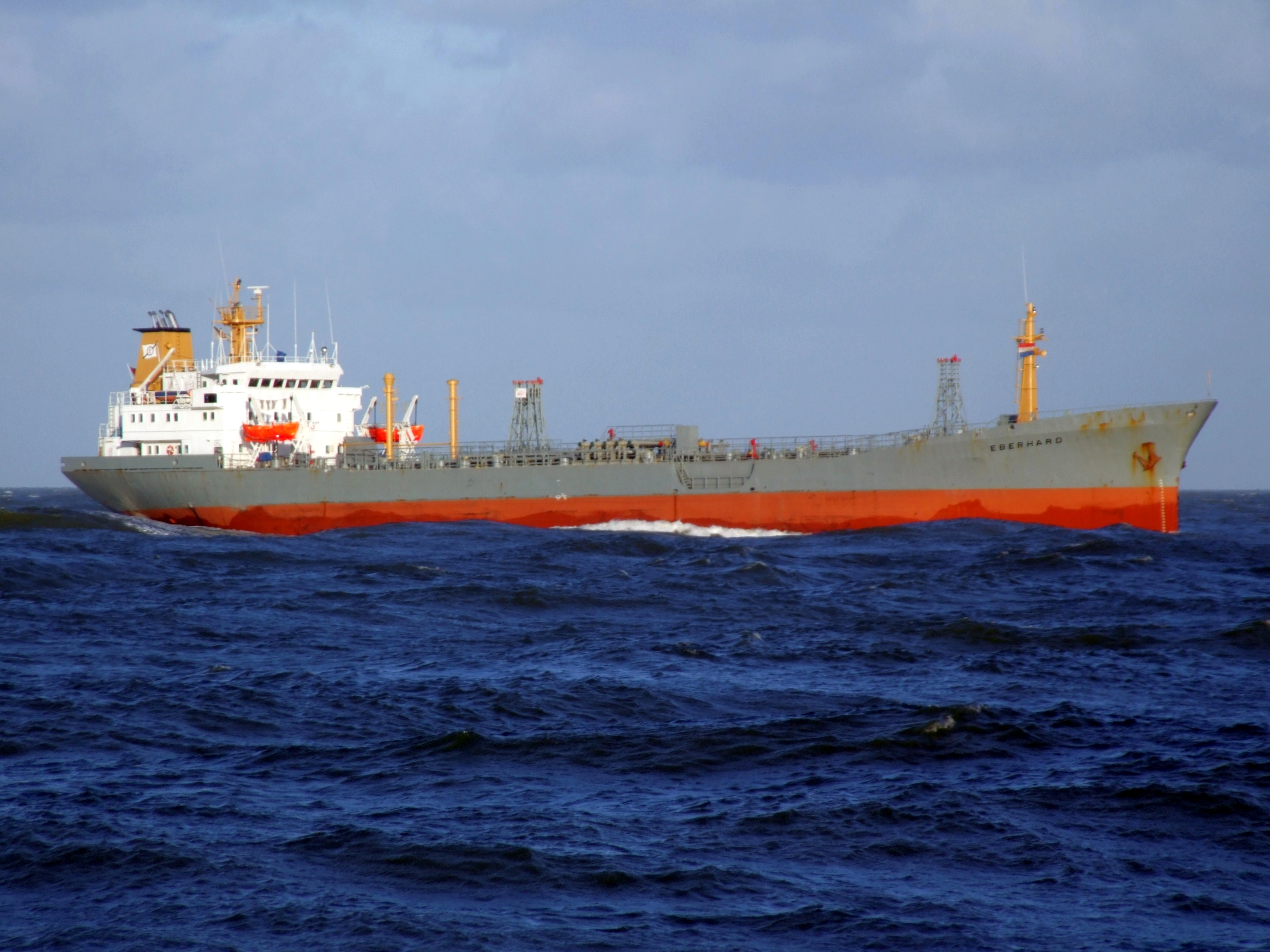
Uitvarende tanker uit Rotterdam

Zeezwaaien is het het lozen van waswater met wax, paraffines of andere restjes chemische lading door zeeschepen.Dit is onder de Marpol-wetgeving (Convention for the Prevention of Marine Pollution from Ships) toegestaan, daar waar het natte bulk betreft. In het Nederlands recht is het Marpol-verdrag verankerd in de Wet voorkoming verontreiniging door schepen. Juridisch: In voorschrift 13 art. 1 van Annex II van het Marpol-verdrag is voorzien in een uitzondering op het bij art. 5 Wet voorkoming verontreiniging door schepen gestelde verbod schadelijke vloeistoffen in zee te lozen, te weten indien de lozingen plaatsvinden met inachtneming van de in art. 2.1 van dat voorschrift gestelde operationele eisen. Het betekent dat het schip "en route" moet zijn, met een snelheid van minstens 7 knopen vaart, minimaal 12 zeemijl uit de kust is en in water met minimaal 25 meter diepte.  
Er geldt een registratieplicht voor schepen die havens uit- en invaren om zich te ontdoen van restjes chemische lading. De Richtlijn 2000/59 betreffende Havenontvangstvoorzieningen voor scheepsafval en ladingresiduen schrijft voor dat elk schip (tenzij deze een ontheffing heeft) een melding moet doen aan de havenbeheerder van welke en hoeveel afvalstoffen deze aan boord heeft en wat het schip van plan is daarmee te doen. Hieronder vallen ook ladingrestanten.
Hieraan zijn wel strikte voorwaarden verbonden. Zo moeten de opslagtanks worden gewassen alvorens de haven te kunnen uitvaren voor lozing. Chemische substanties dienen te zijn verdund tot 0,1 procent van het te lozen afvalwater. Zeer stroperige (i.e. viscose) materialen mogen sowieso niet worden geloosd. Voorts zijn er bepalingen over het volume van de te lozen chemicaliën en onder welke omstandigheden er mag worden geloosd.
De overheidsinstantie die erop toeziet dat aan de voorwaarden van het lozen van chemicaliën buiten de 12-mijlszone wordt voldaan door schepen die Nederlandse havens aandoen is de Port State Control van de Inspectie Leefomgeving en Transport, als hoofdtoezichthouder.
Desondanks wordt er ook illegaal geloosd. Door de Nederlandse Kustwacht werden 105 illegale lozingen geconstateerd in 2015, volgens de criteria van het Akkoord van Bonn uit 1983. Dit akkoord is een multilateraal verdrag tussen de landen rondom de Noordzee en de Europese Unie. Ten opzichte van enkele jaren daarvoor is dat veel, toen er enkele tientallen illegale lozingen werden geconstateerd. Van 2012 tot 2017 zijn door de Zeehavenpolitie aan schepen met de Rotterdamse haven als bestemming zestien boetes uitgedeeld voor overtredingen van Marpol Annex I (optekenen in de journaals dan wel daadwerkelijke lozingen) en op verzoek van buitenlandse autoriteiten een strafrechtelijk onderzoek na waarnemen lozing vanaf schip. Er zijn twee boetes voor het lozen van in strijd met het annex II van het Marpolverdag uitgedeeld en twee onderzoeken gedaan op verzoek van buitenlandse autoriteiten in verband met een dergelijke annex II-lozing. 
Duitsland is het enige land dat nationaal op strengere regels handhaaft voor het lozen van chemische ladingresiduen dan die voorgeschreven in de internationale wetgeving. Duitsland staat het zogenaamde lozen van ladingrestanten in waswater op zee alleen toe wanneer schepen onderweg naar een volgende haven en al varende op de geplande route (buiten de 12-mijlszone) waswater lozen. De Duitse instanties kunnen alleen handhaven als ná een verdenking van zeezwaaien het desbetreffende schip een Duitse haven bezoekt.
Zeezwaaien wordt vooral ingegeven door een financiële afweging.